# NGC 6271
NGC 6271 је лентикуларна галаксија у сазвежђу Херкул која се налази на NGC листи објеката дубоког неба.
Деклинација објекта је + 27° 57' 53" а ректасцензија 16h 58m 50,7s. Привидна величина (магнитуда) објекта NGC 6271 износи 14,6 а фотографска магнитуда 15,6. NGC 6271 је још познат и под ознакама MCG 5-40-16, CGCG 169-21, PGC 59365.